# معايير سغاربوسا
معايير سغاربوسا (بالإنجليزية: Sgarbossa's criteria) عبارة عن مجموعة من نتائج تخطيط كهربية القلب المستخدمة بشكل عام لتحديد احتشاء عضلة القلب في وجود إحصار فرع الحزمة الأيسر أو إيقاع بطيني. 
غالبًا ما يكون من الصعب اكتشاف احتشاء عضلة القلب (MI) عند وجود إحصار فرع الحزمة الأيسر في مخطط كهربية القلب. هناك تجربة سريرية كبيرة لعلاج تخثر احتشاء عضلة القلب قيمت التشخيص الكهربائي للقلب لتطور احتشاء عضبة القلب المصاحب بإحصار فرع الحزمة الأيسر. تم تحديد القاعدة من قبل الدكتورة إيلينا سغاربوسا ، طبيبة القلب الأمريكية الأرجنتينية المولد.  من بين 26003 مريض من أمريكا الشمالية أصيبوا باحتشاء عضلة القلب أكدته دراسات الإنزيم، كان 131 (0.5 ٪) مصابًا بـإحصار فرع الحزمة الأيسر. تم تطوير نظام تسجيل النقاط، المعروف الآن باسم معايير سغاربوسا، من المعاملات المحددة بواسطة نموذج لوجستي لكل معيار مستقل، على مقياس من 0 إلى 5. مطلوب درجة 3 كحد أدنى لخصوصية 90٪.

## معايير سغاربوسا
تم تضمين ثلاثة معايير في معايير سغاربوسا: 
- ارتفاع ST ≥1 مم في مقدمة بمركب QRS موجب (أي: التوافق) - 5 نقاط
- انخفاض ST متوافق ≥1 مم في الرصاص V1 أو V2 أو V3 - 3 نقاط
- ارتفاع ST ≥5 مم في مقدمة بمركب QRS سلبي (متعارض) - نقطتان

≥3 نقاط = خصوصية 90٪ من احتشاء عضلة القلب الحاد (حساسية 36٪) 

## فائدة
كانت درجة سغاربوسا من 3 نوعية ولكنها ليست حساسة (36 ٪) في عينة التحقق في التقرير الأصلي. أظهر التحليل التلوي اللاحق لعشر دراسات تتكون من 1614 مريضًا أن درجة سغاربوسا البالغة 3 لها خصوصية بنسبة 98 ٪ وحساسية بنسبة 20 ٪. قد تزداد الحساسية في حالة توفر تخطيطات كهربية القلب التسلسلية أو السابقة. 

## طرق أخرى للكشف عن احتشاء قلبي حاد في مرضى إحصار فرع الحزمة الأيسر
العديد من الدراسات قيمت فائدة نتائج تخطيط القلب المختلفة في تشخيص احتشاء عضلة القلب عند وجود إحصار فرع الحزمة الأيسر. وقد عدل سميث وآخرون معايير سغاربوسا الأصلية. 
قام سميث بتعديل قاعدة سغاربوسا:
- خيط واحد على الأقل مع STE متوافق (معيار سغاربوسا 1) أو
- سلك واحد على الأقل من V1-V3 مع انخفاض ST متوافق (معيار سغاربوسا 2) أو
- ارتفاع ST غير متوافق نسبيًا بشكل مفرط في V1-V4 ، كما هو محدد بواسطة نسبة ST / S تساوي أو تزيد عن 0.20 و 2 على الأقل مم من STE. (هذا يحل محل معيار سغاربوسا 3 الذي يستخدم 5 ملم مطلق)

ربط Wackers وآخرون تغيرات مخطط كهربية القلب في مرضى إحصار فرع الحزمة الأيسر مع توطين الاحتشاء عن طريق التصوير الومضاني للثاليوم. كانت المعايير الأكثر فائدة لتخطيط القلب هي:
- تغييرات مخطط كهربية القلب التسلسلي - حساسية 67 بالمائة
- ارتفاع مقطع ST - حساسية 54 بالمائة
- موجات Q غير طبيعية - حساسية 31 بالمائة
- علامة كابريرا - حساسية 27 في المائة ، و 47 في المائة لحساسية الحاجز الأمامي
- الإيجابية الأولية في V1 مع موجة Q في V6 - حساسية 20 في المائة ولكن خصوصية بنسبة 100 في المائة للـ MI الأمامي الحاجز

## أنظر أيضا
- تخطيط كهربية القلب في حالة احتشاء عضلة القلب